# 瑞希
瑞希（みずき、1995年3月16日 - ）は、日本の女性プロレスラー。本名：上撫 瑞希（かみなで みずき）。兵庫県神戸市出身。東京女子プロレス所属。血液型A型。

## 所属
- LLPW-X（2011年 - 2016年）
- フリーランス（2016年 - 2020年）
- 東京女子プロレス（2020年 - ）

## 経歴・戦歴
井上貴子がプロデュースするアイドルレスラープロジェクト「VoLume II」の2期生で、同期のSAKIとともに「ブリバト♡」（ブリリアントバトルガールズの略）としてデビュー。1期生オーディションには100通以上の応募があったものの、合格者8名全員がデビュー前に脱落。より審査を厳格化して開催した2期生オーディションで応募70通弱の中から合格した2名がSAKIとMIZUKIだった。
2011年
- 高校2年の秋に「VoLume II」の2期生オーディションを受け16歳で合格。神戸の高校に通っていたため、本格的にトレーニングを開始するのは上京する翌春からとなった。

2012年
- MIZUKIが上京して間もなく1期生が脱落。残った同期のSAKIとともにデビューに向けトレーニングを続ける。12月29日、LLPW-X赤坂BLITZ大会でSAKIとともにデビュー。貴子は当初、SAKIvsMIZUKIのシングルマッチを考えていたが、社長神取忍の提案により、神取&貴子組vsブリバトでのデビュー戦となった。試合は4分37秒、貴子のツームストン・パイルドライバーでMIZUKIが敗戦[2]。またプロレスと同時にCDデビューした。

2013年
- 4月13日、「石岡女子プロレスフェスティバル」にてSAKIとの初シングルもボディスラムからの逆エビ固めで敗れる[3]。8月31日にはブリバトとして我闘雲舞に初参戦。以降、定期参戦するなど、練習ではさくらえみから指導を受けるようになる。

2014年
- 10月11日、LLPW-X両国国技館大会のブリバトvs里歩、帯広さやか戦で、帯広から新技アクアマリンで3カウントを奪い、デビューから2年で初のフォール勝ち[4]。（それまでブリバトの勝利試合は、全てパートナーのSAKIが決めていた）

2015年
- 6月21日、我闘雲舞板橋グリーンホール大会にて里歩の保持するIWA三冠ベルトでシングルタイトル初挑戦。11分19秒、そうまとうで敗れベルトを獲得できなかった。

2016年
- 1月9日、アイスリボン横浜ラジアントホール大会にて「ベストフレンズ」（藤本つかさ＆中島安里紗）が保持するインターナショナル・リボンタッグ王座で、「ブリバト♡」結成4年目でタッグタイトル初挑戦。17分22秒、藤本のビーナスシュートでSAKIが敗れ、初タイトルならず。
- 3月24日、我闘雲舞新木場1stRING大会にて新たに創設されたアジアドリームタッグ王座を賭け、ブリバトvsさくらえみ＆マサ高梨戦が行われる。25分23秒、アクアマリンでMIZUKIがさくらから勝利し、アジアドリームタッグ初代王者となった[5]。
- 11月28日、11月末をもってSAKIと共にLLPW-Xを退団することが発表される[6]。2016年下半期より試合数が減っており[7]、所属としては10月9日の川口ストリートジャズフェスティバルでのイベントプロレス（神取忍＆藪下めぐみvs井上貴子＆MIZUKI）が最後の試合となった。

2017年
- 3月25日、東京女子プロレス横浜大会に登場しレギュラー参戦を発表。リングネームは瑞希とする[8]。
- 4月8日、東京女子プロレス成増大会にて復帰。伊藤麻希を相手にキューティースペシャルで半年ぶりの試合を勝利で飾る。試合後、伊藤より「伊藤リスペクト軍団」への勧誘を受け同ユニットに加入。
- 6月5日、我闘雲舞・板橋大会で沙紀（SAKI改め）と1年ぶりのタッグ結成[9]。
- 7月2日、第4回東京プリンセスカップに初エントリー、新宿FACE大会にて行われた初戦にてのの子をキューティースペシャルで投げきり勝利、2回戦へ進出。
- 7月15日、横浜ラジアントホール大会にて行われた第4回東京プリンセスカップ2nd ROUNDにて滝川あずさを下し準決勝進出。
- 7月30日、新宿FACEにて行われた第4回東京プリンセスカップFINAL ROUNDにて坂崎ユカに敗れ準決勝敗退。
- 9月9日、新木場1stRingから開催された初代TOKYOプリンセスタッグ王座決定トーナメントに伊藤麻希との伊藤リスペクト軍団でエントリー。1回戦の山下実優&才木玲佳組との対戦にて TOKYOプリンセス・オブ・プリンセス王者であった才木から、かつてのフィニッシャーであるアクアマリンで勝利。試合後、才木の持つベルトに挑戦する事を宣言。
- 9月16日、横浜ラジアントホール大会にて行われたTOKYOプリンセスタッグ王座決定トーナメント準決勝にて坂崎ユカ＆中島翔子組と対戦、伊藤が敗れトーナメント敗退。
- 9月22日、新宿FACEにて行われた我闘雲舞5周年記念大会にて、沙紀とのタッグで我闘雲舞の新人であるアーサ米夏＆紺乃美鶴と対戦。
- 9月30日、大阪市都島区民センター大会にて才木玲佳の持つTOKYOプリンセス・オブ・プリンセス王座に初挑戦。タッグパートナーである伊藤の得意技である頭突きを繰り出すなど健闘するも才木のジャックハマーに敗れる。
- 12月21日、新木場1stRing大会にて行われた我闘雲舞の「ことり」プロレス卒業試合にて、里歩とのタッグで「ことり」＆沙紀組と対戦。試合は里歩が「ことり」から勝利を上げる。

2018年
- 1月4日、後楽園ホール大会にて盟友・里歩とのタッグで中島＆坂崎の持つTOKYOプリンセスタッグ王座に挑戦するも敗北。また、同日伊藤リスペクト軍団でCDデビュー、ミニライブも行う。
- 2月28日、我闘雲舞新木場1stRing大会にて沙紀とのタッグで里歩＆真琴の同期タッグと対戦。
- 5月19日、北沢タウンホール大会にて伊藤リスペクト軍団・伊藤麻希とのタッグでTOKYOプリンセスタッグ王座に挑戦するも敗北。
- 8月4日、新宿FACE大会にて坂崎ユカとのタッグ・「マジカルシュガーラビッツ」として1dayタッグトーナメントに優勝し、8月25日後楽園ホール大会での空位となっているTOKYOプリンセスタッグ王座挑戦を表明。
- 8月25日、後楽園ホール大会、第4代TOKYOプリンセスタッグ王者決定戦にて伊藤麻希をキューティースペシャルで下し、王座戴冠。

2019年
- 1月20日、Color’s旗揚げ戦では沙紀と久々にタッグを結成[10]。茉莉＆清水ひかり組に勝利した。
- 7月7日、両国KFCホール大会で行われた第6回東京プリンセスカップ決勝戦でまなせゆうなに勝利し初優勝。
- 9月1日、大阪・エディオンアリーナ大阪第2競技場にて行われた大阪初のビッグマッチにて中島翔子の保持するTOKYOプリンセス・オブ・プリンセス王座に挑戦するも敗北。

2020年
- 8月29日、新宿FACEにて行われた第6回東京プリンセスカップ決勝戦で中島翔子に勝利し優勝、同大会初の2連覇を達成。
- 11月7日、TDCホール大会にて坂崎ユカの保持するTOKYOプリンセス・オブ・プリンセス王座に挑戦するも敗北。
- 11月14日、新木場大会にてこの日付けで東京女子プロレスに入団する事を発表。

2021年
- 10月9日、大田区総合体育館大会にて沙希様＆メイ・サン＝ミッシェルから勝利してプリンセスタッグ王座奪取（パートナーは坂崎ユカ）。
- 11月25日、後楽園ホール大会にて121000000（山下実優＆伊藤麻希）から勝利してプリンセスタッグ王座初防衛（パートナーは坂崎ユカ）。

2022年
- 1月4日、後楽園ホール大会にて山下実優の保持するプリンセス・オブ・プリンセス王座に挑戦するも敗北[11]。
- 8月6日、アメリカDeadlock Proに初海外遠征、さくらえみに敗北[12][13]。
- 12月15日、新宿FACEで東京女子プロレス主催の「Angel and Rabbit」が開催され、瑞希のデビュー10周年記念を記念した試合が行われた[14][15]。

2023年
- 2月21日、東京ドームで開催されたプロレスリング・ノアの興行「KEIJI MUTO GRAND FINAL PRO-WRESTLING "LAST" LOVE〜HOLD OUT〜」にて、東京女子プロレスの提供試合として8人タッグマッチに出場。自身初となる東京ドームでの試合かつ、初のノアでのリングで試合を行う[16]。
- 3月18日、有明コロシアム大会にて坂崎ユカから勝利してプリンセス・オブ・プリンセス王座初戴冠[17][18]。
- 4月1日、ロサンゼルス・グローブシアター大会にて121000000から勝利しプリンセスタッグ王座奪取（パートナーは坂崎ユカ）。団体初の2冠王となる[19]。
- 9月10日、後楽園ホールで行われた遠藤美月引退興行に出場。SAKIとタッグを組みブリバトを復活し、この日引退する遠藤とこの引退興行のために一夜限定復帰した大向美智子のタッグと対戦する[20]。

2025年
- 1月4日、後楽園ホール大会にて渡辺未詩から勝利し、2度目のプリンセス・オブ・プリンセス王座戴冠。

## タイトル歴
プロレスリング我闘雲舞
- 初代アジアドリームタッグ王座（パートナーはSAKI）

DDTプロレスリング
- アイアンマンヘビーメタル級王座
  - 瑞希（第1271代、第1754代）
  - 瑞希のピコピコハンマー（第1755代）
- KO-D10人タッグ王座（第2代戴冠時メンバー。パートナーは男色ディーノ・朱崇花・トランザム★ヒロシ・飯野雄貴）[21]

東京女子プロレス
- 第12代・15代 プリンセス・オブ・プリンセス王座[18][22]
- 第4代・9代・13代TOKYOプリンセスタッグ王座（パートナーは坂崎ユカ）
- 東京プリンセスカップ優勝（2019年、2020年）
- Yeah!めっちゃタッグトーナメント優勝（2018年）（パートナーは坂崎ユカ）

プロレスリング・イラストレーテッド
- 2022年 PWI Women's 150 - 108位[23]
- 2022年 PWI Tag Team 100 - 23位

パートナーは坂崎ユカ（マジカルシュガーラビッツ）
- 2023年 PWI Women's 250 - 19位[25]
- 2024年 PWI Women's 250 - 97位[26]

## 人物
- 「ブリバト♡」で共に活動しているSAKIは同期だが、年齢は7つ離れている（SAKIは23歳、MIZUKIは16歳でLLPW-X入門）。
- 憧れの選手は、師匠井上貴子と、地元神戸出身の真琴（REINA女子プロレス）。
- プライベートで仲の良い選手は、元我闘雲舞の里歩。2人のコンビは（りほ＋みずぴょん）で「りほぴょん」と呼ばれている。
- 衣装のデザインが好きで、試合コスチュームも自身でデザインしている[27]。
- 好きなアイドルは、NMB48の渡辺美優紀。

## 得意技

### フィニッシュ・ホールド
アクアマリン
変形の逆打ち。逆打ちで倒した相手をエビ固めで押さえ込む。MIZUKI時代のフィニッシャー。
キューティースペシャル
MIZUKI時代もカウンター技として使用していたが、瑞希と改めて以降はフィニッシャーとして用いられている。フィニッシャーになってからも、相手をロープに振って繰り出す形からその場投げへと変化している。
ダイビング・フット・スタンプ
トップロープから放つものはフィニッシャーにもなる。寝ている相手のほか、前かがみの相手の後頭部付近狙いのバリエーションもある。
フィニッシャー以外のバリエーションについては「飛び技」節を参照。

### 飛び技
渦飴（うずあめ）
ロープから走り込んで横向きで相手に向かって飛び込み、相手と接触と同時に360°錐揉み回転しながら体重を浴びせて圧し潰す変形のクロスボディ・アタック。英語での名称はWhirling Candy（直訳すると「くるくるキャンディ」）。
2020年9月6日のアゼリア大正ホール大会でのタッグマッチの試合中に初公開。1ヶ月あまり経った後の大会でふたたび試合中に出したところ、高木三四郎にTwitterで紹介されたことで話題となり、その後各種媒体でも取り上げられる事となった。
名称に関して、当初は公式レポートで「ローリングアタック」「回転式クロスボディー」と記載されていたり、本人が最初にこの技の動画を紹介した際に「きゅるりんぱ」と添えられていたため、通称として「きゅるりんぱ（仮）」とも呼ばれていたが、話題が大きくなった事で本人が改めて命名。名称は「鬼滅の刃」の栗花落カナヲが回転しながら放つ斬撃「花の呼吸 陸ノ型 渦桃」からヒントを得た。
ダイビングクロスボディ
旋回式ダイビングクロスボディ
背中を向けた状態でコーナーから踏み切りつつ側転の要領で180°旋回し立っている相手に体を浴びせる。
カサドーラ・フットスタンプ
カサドーラから丸め込まずに相手を倒し、その場飛びで相手の腹部にフットスタンプを叩き込む。
すり抜け式フットスタンプ
ロープにもたれて長座する相手の上半身に対して斜めにフットスタンプを叩き込み、自らは場外に着地する。
宙吊り式ダイビングフットスタンプ
コーナーのセカンドロープ上へ寝かせた相手へのダイビングフットスタンプ。
駆け上がり式フットスタンプ
片足を前に出した相手の体を正面から駆け上がり両肩にフットスタンプを叩き込む。

### 組み技
バッククラッカー

### 関節技、絞め技
弓矢固め
ジャストフェイスロック
クロスフェイスロック

### 打撃技
ドロップキック
通常のドロップキックの他、固有のムーブとしてリング外を向いてセカンドロープにもたれかかった相手の背中に打ち込むパターンを用いる。

### フォール技
カニバサミ
相手の足を自身の両足で挟んで回転し丸め込む。本人は「カニバサミの回転」と呼んでいる。
モンキーの回転
正面から相手に飛びついて抱きつくような形から相手の横を通って腰にしがみつき回転エビ固めに移行する。
きゅるりんどん！（仮）
片足タックルから伸身の前転で勢いをつけ相手を後ろに転ばせる。

### 凶器
ピコピコハンマー
長柄に改造しデコレーションを施したピコピコハンマーを入場時に持参、凶器としても使用。

### 合体技

#### Magical Sugar Rabbits
トイ・ストーリー1
坂崎ユカと共にコーナーに登り、肩を組んだ状態で一緒に飛ぶダブルのダイビングクロスボディ。
トイ・ストーリー2
坂崎が瑞希をアバランシュホールドのような形で肩に担ぎ、瑞希が飛行ホーズを取り、坂崎が倒れている相手に瑞希を投げる形のダイビングボディプレス
トイ・ストーリー3
坂崎の両肩に瑞希が乗り、立っている相手にポップアップ式に瑞希を投げるクロスボディ
トイ・ストーリー4
坂崎がリング上の倒れている相手に、瑞希が場外の相手に向いて手を繋いでロープ上に乗り、それぞれスワンダイブで飛ぶ

## テーマ曲
- 「Secret Bunny」 - 2018年5月3日より使用中のオリジナル曲
- 「ねっ」 - 東京女子プロレス参戦以降に使用
- 「笑う 笑えば 笑おう♪」 - LLPW-X時代に使用
- 「奇跡の扉」 - SAKIとのタッグ「ブリバト♡」時に使用

## メディア出演

### 写真集
- 『はじけちゃえ!』（2017年8月26日、東京女子プロレス、撮影：立花奈央子）[34]
- 『MagiRabi IN WONDERLAND』（2020年11月7日、東京女子プロレス、写真：立花奈央子）[35]